# Fédération hospitalière de France
 (janvier 2012).
Pour les articles homonymes, voir FHF.
La Fédération hospitalière de France (FHF) est une association loi de 1901 qui réunit la plupart des établissements publics de santé et des établissements publics médico-sociaux de France.
Née des unions hospitalières inter-régionales, elle a été créée en 1924.

## En bref
Créée en 1924, la FHF réunit plus de 1 000 établissements publics de santé (hôpitaux) et autant de structures médico-sociales (maisons de retraite et maisons d’accueil spécialisées autonomes), soit la quasi-totalité des établissements du secteur public.
La FHF remplit une triple fonction de promotion sectoriel, d’information des professionnels et de représentation des établissements.
L'association contribue à de nouvelles propositions destinées à alimenter le débat législatif.

### Promouvoir l’hôpital public et les établissements médicaux sociaux
La FHF assure la promotion de la culture et des valeurs du service public hospitalier et médico-social en organisant chaque année en alternance deux manifestations de référence :
- le Forum de l’Hôpital public, à l’occasion du salon Hôpital Expo – Intermédica ;
- le Forum des Professions de la gérontologie et du handicap, à l’occasion du salon Géront Expo-Handicap Expo ;
- le Salon Health Information Technologies (HIT) qui se tient chaque année, de manière coordonnée avec les deux manifestations précédentes.

La FHF défend les intérêts et valorise la qualité du service public hospitalier à travers un travail de relations avec la presse et les leaders d’opinion. Elle publie une lettre d'information spécialement destinée à la presse grand public.

### Informer les professionnels
La FHF joue un rôle de conseil face aux nombreux problèmes concrets qui peuvent survenir dans la vie quotidienne de ses adhérents.
Les établissements hospitaliers peuvent solliciter à tout moment l’avis de la FHF dans des domaines aussi vastes que les ressources humaines, les finances, la responsabilité juridique ou bien l’organisation des dispositifs sanitaires et médico-sociaux.

La FHF référence une base documentaire pour les acteurs du monde hospitalier en général et les établissements en particulier. Le site propose depuis 2004 un annuaire des établissements en ligne. Les établissements disposent sur le site d’un « espace adhérent » personnalisé à partir duquel ils peuvent passer des offres d’emploi, des appels à marché et accéder aux données stratégiques de la BDHF.

La BDHF (Banque de données hospitalière de France) est un outil d’étude de marché qui rassemble les chiffres clés des établissements et leur offre l’opportunité d’améliorer leur service en se comparant à leurs concurrents et aux moyennes du secteur.

Ce dispositif d’information est complété par trois lettres : la Lettre de la FHF, la lettre Info en Santé et la lettre d'information HÔme consacrée aux activités internationales et deux revues : la Revue hospitalière de France et la revue Techniques hospitalières qui offrent aux adhérents et abonnés des informations et analyses de fond sur l’évolution du monde hospitalier.

La FHF met aussi l’accent sur la formation en éditant plusieurs guides à destination des membres du personnel : l’hôpital de A à Z, le Guide de l’interne à l’hôpital public, le Guide du praticien à l’hôpital public et le Livret d’accueil du personnel hospitalier.

### Représenter les établissements
La FHF désigne des représentants au sein de nombreuses commissions de premier plan : Conseil supérieur des hôpitaux (CSH), Conseil supérieur de la fonction publique hospitalière (CSFPH), Commissions nationales et régionales de l’organisation sanitaire et sociale (Caisse nationale de solidarité pour l’autonomie, conseil national consultatif des personnes handicapées…

Elle participe par ailleurs à des organismes ayant compétence administrative sur le fonctionnement interne des établissements.

Elle assure enfin la promotion d’une politique sociale de valorisation des ressources humaines au travers de sa participation au sein de plusieurs instances : Caisse nationale de solidarité pour l'autonomie (CNSA), Caisse nationale de retraite des agents de collectivités locales (CNRACL), Comité de gestion des œuvres sociales (CGOS), Association nationale pour la formation permanente du personnel hospitalier (ANFH)...

Elle est particulièrement active au niveau international. Elle assure aujourd’hui la présidence de la Fédération internationale des hôpitaux (FIH), qui regroupe les hôpitaux du monde entier. Elle est également membre du conseil d’administration de la Fédération européenne des hôpitaux (HOPE).

La FHF souhaite devenir l’interlocuteur privilégié des pouvoirs publics dans la mise en place de toutes les réformes en cours. À mesure des évolutions et des projets, elle se positionne comme un partenaire constructif mais exigeant sur la défense de l’hôpital public et des établissements médico-sociaux.

## Histoire de la Fédération hospitalière de France

### Initiateurs
C'est en 1889 que Hermann Sabran, président du Conseil général d'administration des Hospices civils de Lyon, à l'occasion du 1er congrès international d'Assistance à Paris, se prononça le premier sur la nécessité d'une collaboration plus étroite entre les personnes concernées par les questions hospitalières.

Quelques années plus tard, en 1916, M. Diederichs, son successeur aux Hospices civils de Lyon, déclarait à son tour : 

« Je me suis demandé s'il ne serait pas du plus grand intérêt, pour les hôpitaux et hospices français de créer entre eux un organisme permanent pour coordonner leurs efforts et faciliter leur tâche. »

Faisant écho aux préoccupations de MM. Sabran et Diederichs, les hôpitaux et hospices français vont entamer, en quelques années, un mouvement général de regroupement d'abord au niveau régional, avec la création des unions hospitalières, puis national avec la constitution d'un organe fédéral – la Fédération hospitalière de France.

### Unions hospitalières
Entre 1917 et 1924, cinq unions hospitalières vont voir le jour :
- l'Union hospitalière du Sud-Est (UHSE);
- l'Union hospitalière du Nord-Est (UHNE);
- l'Union hospitalière du Nord-Ouest (UHNO);
- l'Union hospitalière du Sud-Ouest (UHSO);
- l'Union hospitalière du Centre (UHC).

De leur volonté commune naîtra en 1924, la Fédération hospitalière de France :

« Ayant reconnu la nécessité d'assurer la coordination de leurs efforts pour le développement et le perfectionnement de l'assistance hospitalière, les cinq unions existantes en France se sont prononcées en faveur de la création d'une fédération et ont approuvé un projet de statuts. »

Dans les années suivantes, vont se constituer l'Union hospitalière d'Île-de-France, et les Unions d'outre-mer.

### Fédération hospitalière de France
Dans les années qui suivent la création des unions hospitalières métropolitaines, à travers la France entière, se tinrent des assemblées identiques et en 1924, à l'initiative à nouveau des Hospices civils de Lyon, se rassemblèrent dans cette ville, en véritables états généraux de l'Hospitalisation publique, les administrateurs, délégués de centaines d'hôpitaux représentant les unions inter-régionales et y fondèrent une association nationale qui prit le nom de Fédération des Unions hospitalières de France devenue par contraction Fédération hospitalière de France,

« Assurer la coordination des efforts des Unions hospitalières pour la recherche des moyens propres à étendre le champ d'action de l'assistance hospitalière en France ; créer des organismes susceptibles de faciliter son fonctionnement ; mettre en commun des moyens dont disposent ces Unions pour l'organisation de coopératives d'approvisionnement ; utiliser tous les moyens pratiques d'intervention et de propagande auprès des pouvoirs publics, des corps élus, des collectivités, des œuvres de prévoyance, de bienfaisance et d'assistance, du corps médical en France »

telles étaient ses missions dévolues.
En 2006, une réforme des statuts de la FHF remplace les Unions hospitalières interrégionales par des Fédérations assises sur les régions administratives. Cette nouvelle organisation permet à la FHF d'être en phase avec les politiques de décentralisation et de déconcentration menées par l’État.
Le 31 mai 2022, la FHF publie sur son site un communiqué indiquant que « Les hospitaliers demandent au Gouvernement des mesures fortes et urgentes pour répondre à la crise du système de santé ». Ses représentants ont précisé avoir rencontré, ce même jour la ministre de la santé Brigitte Bourguignon et précisent alertée sur la « situation critique des hôpitaux publics, symptôme de la crise de l’ensemble du système de santé ».

### Présidents et délégués généraux

#### Présidents
| Portrait | Identité                        | Période        | Période        | Durée             |
| Portrait | Identité                        | Début          | Fin            | Durée             |
| --- | ------------------------------- | -------------- | -------------- | ----------------- |
| Gérard Larcher, 30 octobre 2014.                                                                                              | Gérard Larcher (né en 1949)     | 1997           | 2004           | 7 ans             |
| Claude Évin, 10 septembre 2009.                                                                                               | Claude Évin (né en 1949)        | mai 2004       | décembre 2009  | 5 ans et 7 mois   |
| Jean Leonetti, 9 juin 2009.                                                                                                   | Jean Leonetti (né en 1948)      | décembre 2009  | juin 2011      | 1 an et 6 mois    |
| Frédéric Valletoux prononçant un discours lors de l'inauguration de la place de l'Étape, à Fontainebleau, le 22 octobre 2022. | Frédéric Valletoux (né en 1966) | octobre 2011   | septembre 2022 | 10 ans et 11 mois |
| Arnaud Robinet, 13 avril 2015.                                                                                                | Arnaud Robinet (né en 1975)     | septembre 2022 |                |                   |

#### Délégués généraux
- Pierre Raynaud -
- Philippe Cadène -
- Gérard Vincent - 1998 à fin 2015
- David Gruson - 2016 à fin 2017 (26 septembre)[3]
- Zaynab Riet - depuis janvier 2018[4]